# Penestoglossa tauricella
Penestoglossa tauricella är en fjärilsart som beskrevs av Hans Rebel 1936. Penestoglossa tauricella ingår i släktet Penestoglossa och familjen säckspinnare. Inga underarter finns listade i Catalogue of Life.